# Эль-Аламейн
Эль-Аламейн (араб. العلمين‎) — город на севере Египта, на побережье Аравийского залива, в 106 км к западу от Александрии. Морской порт и нефтяной терминал. Население — 7397 человек (2007 год).

## История
В 1942 году в районе Эль-Аламейна произошли два сражения Второй мировой войны:
1. Первое сражение при Эль-Аламейне. В июле британские войска под командованием фельдмаршала Окинлека остановили здесь наступление германо-итальянских войск под командованием Роммеля.
2. Второе сражение при Эль-Аламейне. Осенью 8-я британская армия под командованием генерал-майора Монтгомери, используя своё огромное численное превосходство, уничтожила технику противника и перешла в безудержное наступление, закончившееся освобождением всей Северной Африки.

## Климат
| Климатические данные                  |        |         |      |        |      |      |      |        |          |         |        |         |         |
| Месяц                                 | январь | февраль | март | апрель | май  | июнь | июль | август | сентябрь | октябрь | ноябрь | декабрь | годовой |
| Максимальная средняя температура (°C) | 17.8   | 18.7    | 20.3 | 23.5   | 25.7 | 28.8 | 29.5 | 30.5   | 28.7     | 27.5    | 23.6   | 19.7    | 24.5    |
| Средняя температура (°C)              | 12.4   | 13.3    | 14.9 | 17.7   | 20.5 | 23.8 | 25.2 | 25.7   | 24.4     | 22.1    | 18.3   | 14.4    | 19.4    |
| Минимальная средняя температура (°C)  | 7      | 7.9     | 9.5  | 12     | 15.4 | 18.8 | 20.9 | 21     | 20.1     | 16.7    | 13     | 9.2     | 14.3    |
| Осадки (мм)                           | 29     | 17      | 8    | 2      | 1    | 0    | 0    | 0      | 0        | 5       | 21     | 24      | 107     |

## Туризм
В городе находится мемориальный музей и военные кладбища, где похоронены погибшие в сражениях.
Египетское правительство запустило программу поддержки туроператоров, решивших поднять чартеры в Эль-Аламейн.

## Галерея

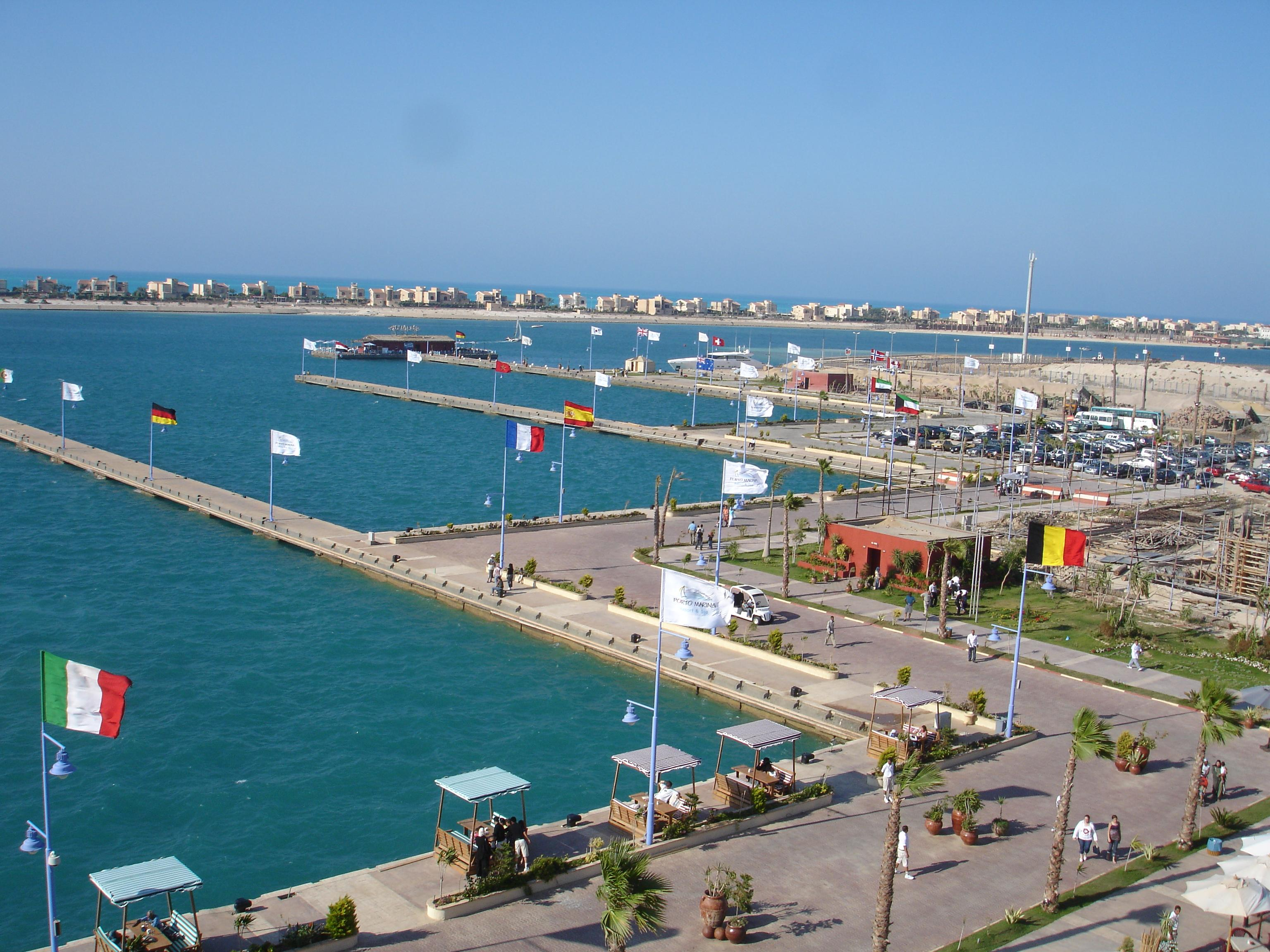
Морской порт
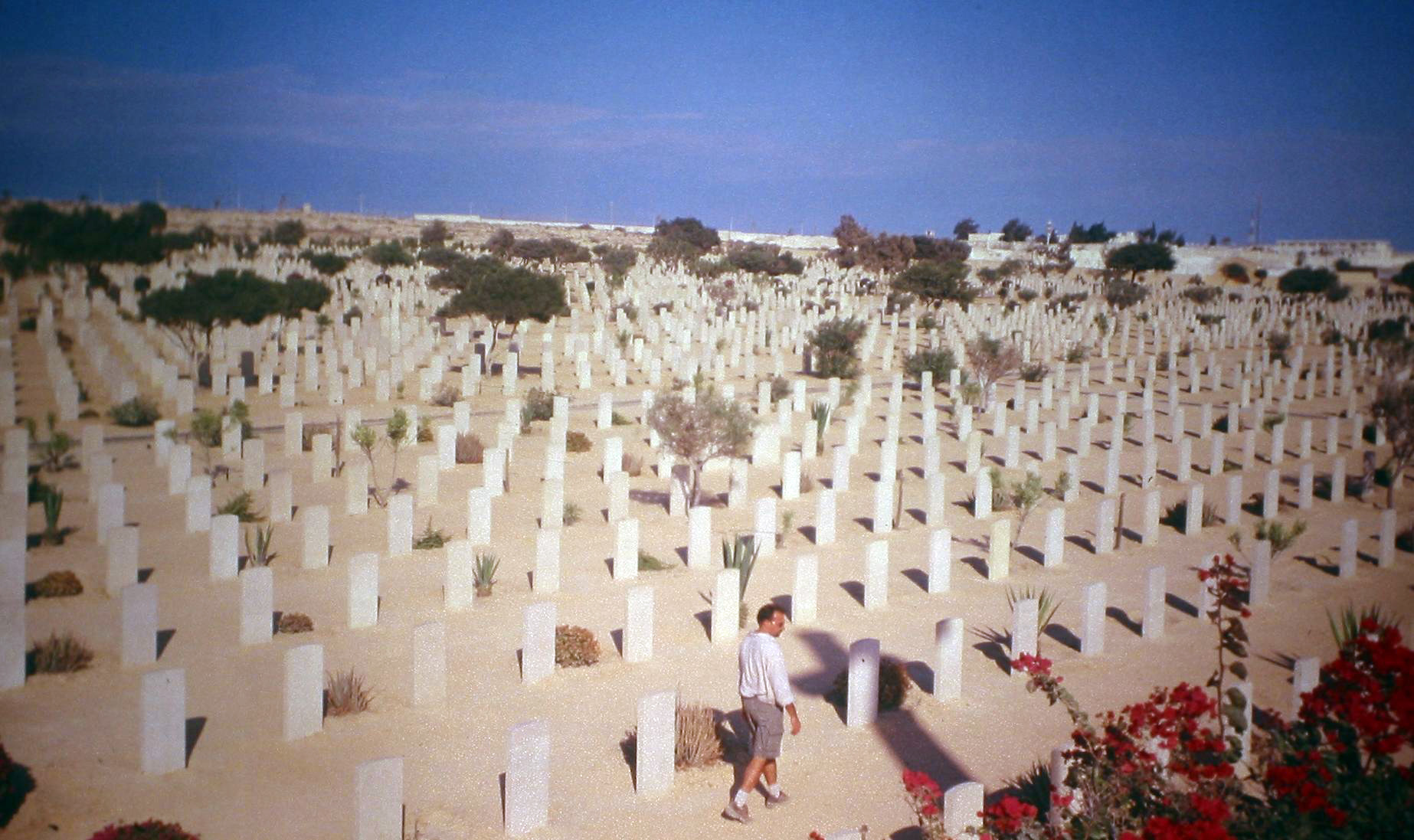
Военное кладбище союзников в Эль-Аламейне.
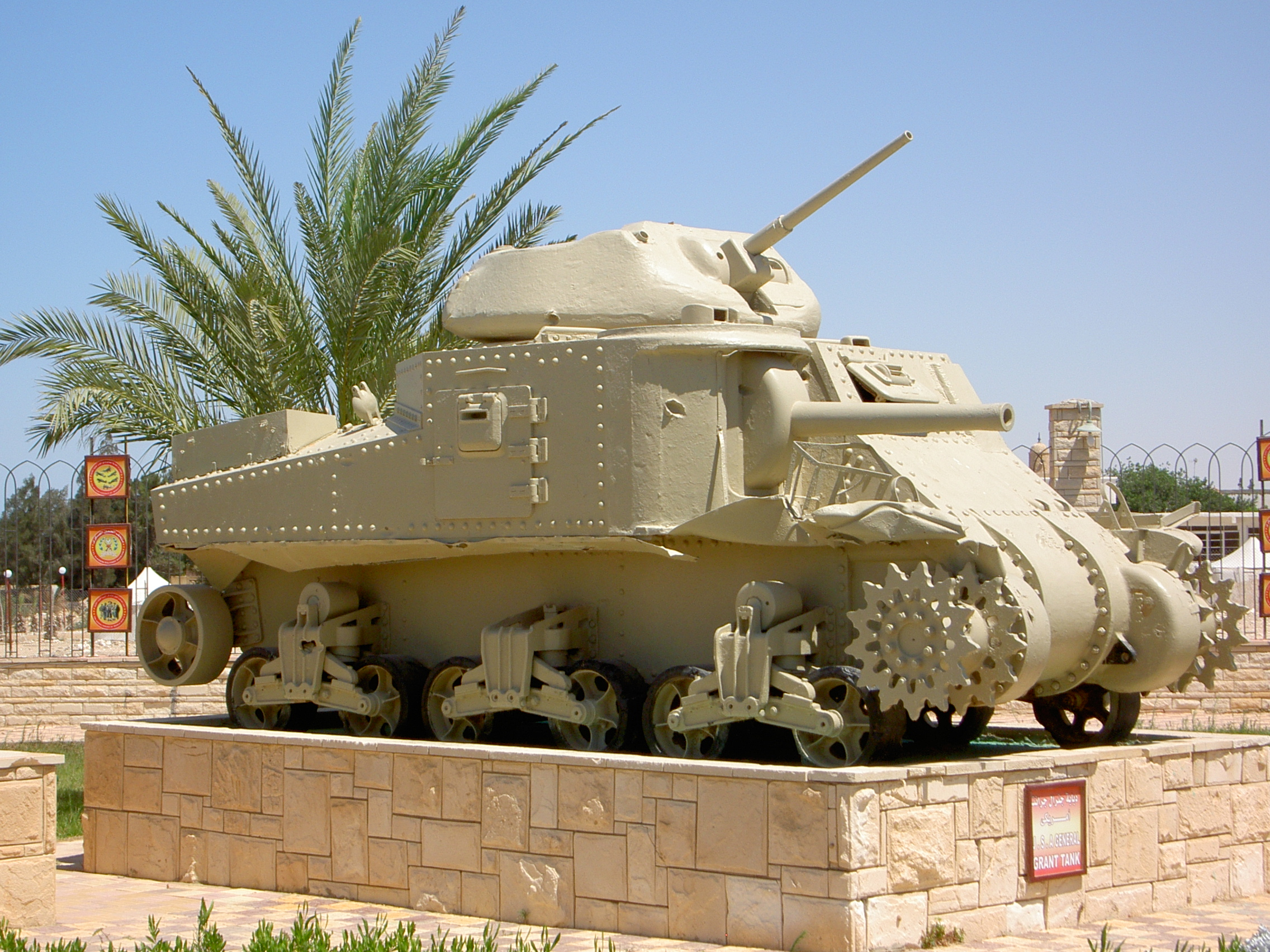
Средний танк M3 «Грант» в музее битвы при Эль-Аламейне (Египет)
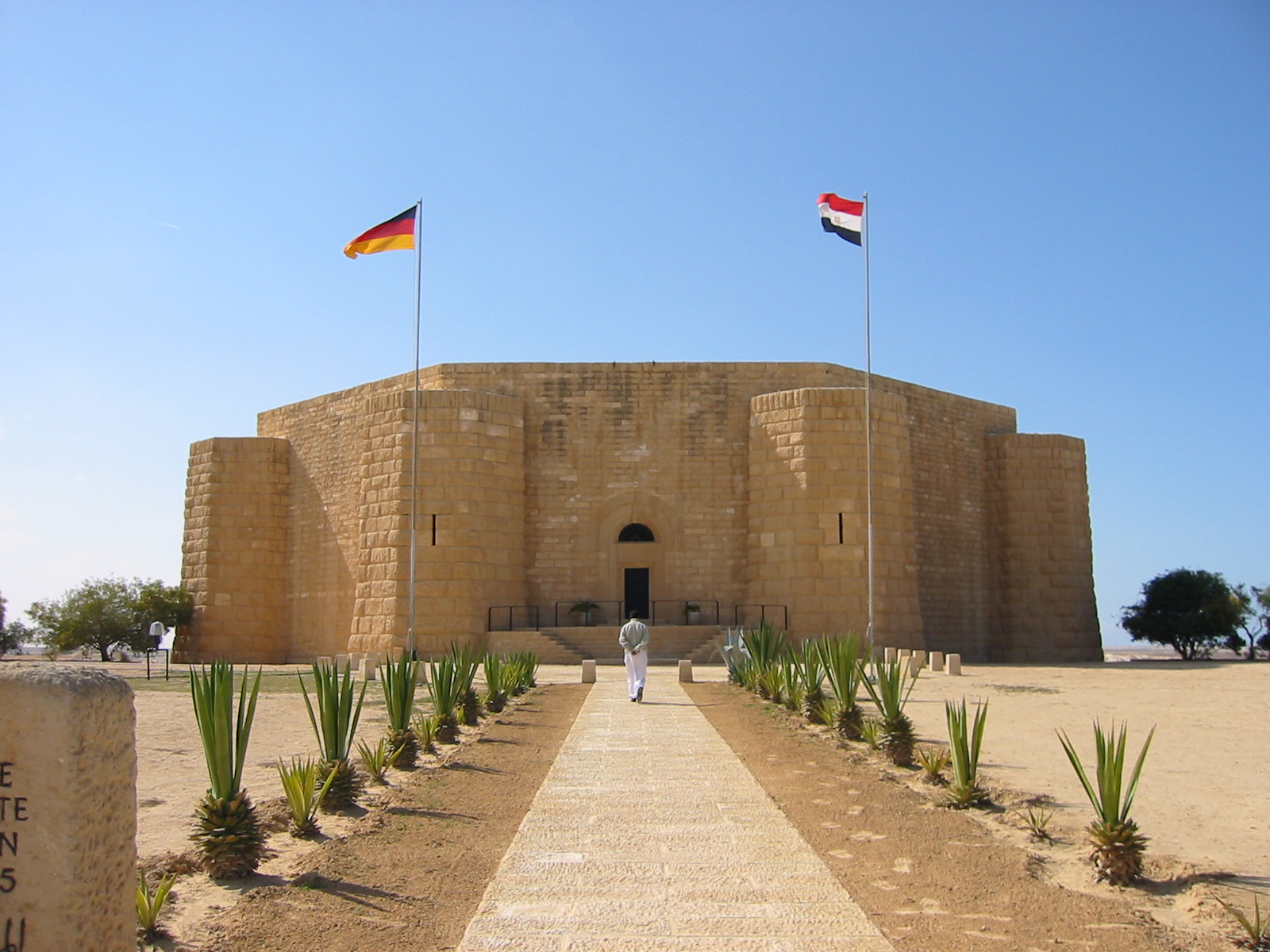
Немецкий мемориал в Эль-Аламейне.
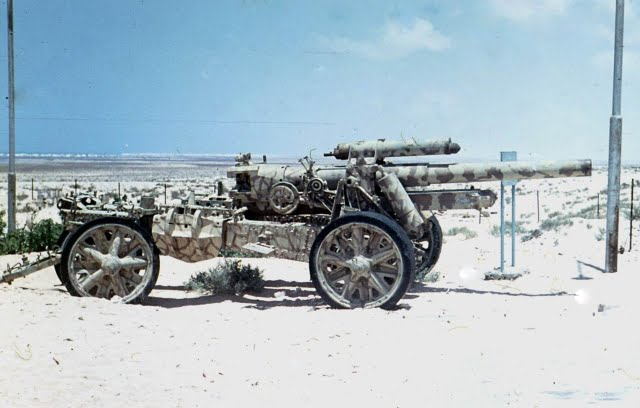
Немецкая пушка времён Второй мировой войны.